# بول مارغريت
بول مارغريت (بالفرنسية: Paul Margueritte)‏ ( 20 فبراير 1860 في الأغواط، الجزائر - 29 ديسمبر 1918 في هوسيقور من اقليم لاند، فرنسا)، هو كاتب فرنسي. وهو شقيق الكاتب والروائي فيكتور مارغريت وابن الجنرال جان أوغست مارغريت. كما أن ابنتيه أيضا روائيتين، وهما لوسي بول مارغريت (1886-1955) وحواء بول مارغريت (1885-1971).
يعد من بين الأعضاء العشرة لأكاديمية غونكور. أنه يتفق مع أخيه في النضال من أجل المساواة وحقوق المرأة. وقال انه نشر حول هذا الموضوع بما في ذلك آدم ، حواء و Brid'oison.
كان يتبع المذهب الطبيعي، نشر عدة روايات مثل:

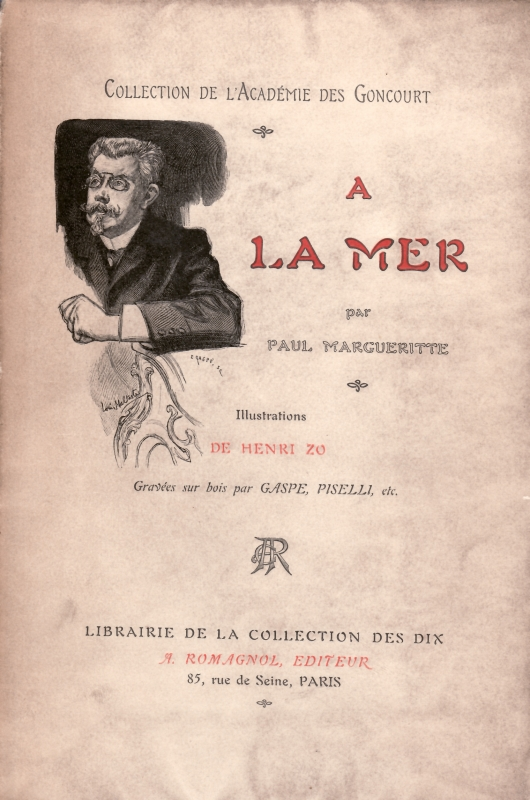
À la mer, 1906, portrait par Henri-Achille Zo

الكل أربعة اعتراف بعد الوفاة.

## مؤلفاته
- الشعلة
- الكمين
- المنزل يحترق
- البلدية
- La Pariétaire
- البيت المفتوح
- الضعف البشري
- Pierrot assassin de sa femme, pantomime (1882) [1]
- Les Sources vives
- Les Fabrecé
- نحن و الأمهات
- كرنفال نيس
- الأميرة السوداء
- استمتاع (مجلدين), 1918

### مع شقيقه فيكتور
- La Pariétaire (1896)
- كرنفال نيس (1897)
- Poum,مغامرات طفل صغير (1897), مجموعة من الحكايات عن حياة طفل سرية ومعقدة, ابن ضابط سامي. Ce livre peut être rapproché d'un Poil de carotte mais chez les riches et pourrait préfigurer un Vipère au poing version en plus lisse.[2]
- Une époque (4 volumes, 1897-1904) (Vol. 1 Le Désastre : présentation de la الحرب الفرنسية البروسية à travers les déboires d'un officier d'état-major, Pierre Du Breuil ; le général Bazaine y est décrit comme un lâche ; l'écriture laisse paraître un antisémitisme larvé dans l'ambiance de la société)
- نساء جديدات (1899)
- مركز الثلوج (1899)
- زواج و طلاق (1900)
- أقسام السيف، باريس، بلون، 1900
- الحياتان (1902)
- حديقة الملك (1902)
- الماء تحت الأرض (1903)
- Zette, قصة فتاة صغيرة (1903)
- قصة حرب ال 1870-71 (1903)
- الموشور (1905)
- بعض الأفكار:les charges de Sedan ، الزواج الحر ، حول الزواج ، حجاج ميتز ،النسيان و التاريخ ، الضابط في الأمة المسلحة ، الألزاس و اللورين (1905)
- القلب و القانون قطعة بثلاث فصول ، باريس ، مسرح أوديون 9 أكتوبر 1905"
- في الصميم (1906)
- غرور (1907)
- الآخر : قطعة بثلاث فصول، باريس، كوميديا فرنسية، 9 ديسمبر 1907
- Nos Tréteaux. Charades de Victor Margueritte. Pantomimes de Paul Margueritte (1910)
- Les Braves Gens. La Chevauchée au gouffre (Sedan) (1935)

## وصلات خارجية
- بول مارغريت على موقع IMDb (الإنجليزية)

- Texte en ligne sur Miscellanées, une bibliothèque hétéroclite : A la mer (1906).
- Biographie